# 名古屋市立大江中学校
名古屋市立大江中学校（なごやしりつ おおえちゅうがっこう、Nagoya city Oe junior high school）は、愛知県名古屋市南区道徳新町にある公立（市立）の中学校。

## 概要

### 生徒
- 全校生徒 : 392人（14クラス）
  - 1年生 : 117人（4クラス）
  - 2年生 : 139人（4クラス）
  - 3年生 : 136人（4クラス）
  - 特別支援学級：2クラス（人数は各学年で計上）

2018年（平成30年）5月1日現在

### 教育目標
- 創造 自主 友情 健康
  - 創造 - 科学的精神の涵養
  - 自主 - 自主的態度の啓培
  - 友情 - 社会的態度の確立
  - 健康 - たくましい心身の育成

## 通学区域
- 名古屋市立豊田小学校の通学区域

（忠次一丁目・二丁目、戸部下一丁目・二丁目、豊田町一丁目から五丁目、氷室町の一部、豊二丁目の一部）
- 名古屋市立道徳小学校の通学区域

（観音町、五条町、七条町、泉楽通、堤町、道徳北町、道徳新町、道徳通、豊田町、南陽通、六条町）